# Sascha Putrja
Sascha (Alexandra) Jewgenjewna Putrja (russisch Саша (Александра) Евгеньевна Путря; * 2. Dezember 1977 in Poltawa; † 24. Januar 1989 ebenda) war eine sowjetische Jungkünstlerin.

## Leben
Putrja, Tochter des Malers Jewgeni Wassiljewitsch Putrja und der Musikschullehrerin Wiktorija Leonidowna Jemez, begann mit drei Jahren zu zeichnen. Im Alter von fünf Jahren wurde bei ihr Akute lymphatische Leukämie festgestellt.
In ihren wenigen Jahren fertigte Putrja 2279 Arbeiten an. Dazu gehören 46 Alben mit Zeichnungen, Karikaturen und Gedichten, Treibarbeiten, Stickereien, Flechtarbeiten mit Perlen und bunten Steinchen, Holzätzungen, geknetete Objekte und weiches Spielzeug. Sie fertigte auch technische Zeichnungen an als Hilfe für Erwachsene zur Erreichung des Mondes und zum Bau rissfreier Asphaltstraßen. Ihre Lieblingsautoren waren Victor Hugo, Alexander Puschkin, Nikolai Gogol, Mark Twain, Alexandre Dumas, Robert Stevenson und Mayne Reid.
Nach Putrjas Tod am 24. Januar 1989 gab es bis 2005 mit ihren Werken 112 Einzelausstellungen in 10 Ländern. In Österreich wurden ein Postbriefumschlag und -stempel mit einer Zeichnung Putrjas und eine Reihe von Putrja-Zeichnungen herausgegeben. Über Putrja entstanden fünf Dokumentarfilme und eine dokumentarische Erzählung. In ihrem damaligen Kindergarten wurde für sie ein Museum eröffnet. Das ukrainische Kulturministerium erklärte den gesamten künstlerischen Nachlass Putrjas zum Staatseigentum. Im Kunstmuseum Poltawa gibt es einen Sascha-Putrja-Kindersaal mit ausgestellten Bildern und regelmäßigen Malwettbewerben. Das Moskauer Roerich-Museum eröffnete im Mai 2014 eine Putrja-Gedenkausstellung. Am 20. Mai 2016 wurde in Poltawa die Plechanow-Straße nach Putrja umbenannt.